# Expédition 22 (ISS)
Insigne de la mission
Équipage de l'expédition 22
Chronologie
Expédition 21 Expédition 23
L'Expédition 22 est le 22e roulement de l'équipage permanent de la Station spatiale internationale (ISS). Cette expédition commence officiellement le 24 novembre 2009 peu avant le départ le 1er décembre, de 3 des membres de l'équipage de l'Expédition 21. Durant 3 semaines, l'équipage est réduit à 2 personnes pour la première fois depuis la mission de la navette spatiale STS-114 en 2006. Le commandant Jeff Williams et l'ingénieur de vol Maxime Souraiev sont rejoints par le reste de l'équipage le 22 décembre 2009.

## Équipage
| Fonction           | Première partie (novembre 2009 à décembre 2009) | Seconde partie (décembre 2009 à mars 2010) |
| ------------------ | ----------------------------------------------- | ------------------------------------------ |
| Commandant         | Jeffrey N. Williams, NASA 3e vol spatial        | Jeffrey N. Williams, NASA 3e vol spatial   |
| Ingénieur de vol 1 | Maxime Souraiev, RSA 1er vol spatial            | Maxime Souraiev, RSA 1er vol spatial       |
| Ingénieur de vol 2 |                                                 | Oleg Kotov, RSA 2e vol spatial             |
| Ingénieur de vol 3 |                                                 | Soichi Noguchi, JAXA 2e vol spatial        |
| Ingénieur de vol 4 |                                                 | Timothy Creamer, NASA 1er vol spatial      |

## Déroulement de l'expédition
- 24 novembre : la nouvelle expédition débute officiellement le 24 novembre alors que la navette Atlantis de la mission STS-129 est amarrée à la station. Jeffrey N. Williams prend le commandement.
- 1er décembre : Frank De Winne, Roman Romanenko et Robert Thirsk embarquent à bord de Soyouz TMA-15 à 3 h 56 GMT et atterrissent au Kazakhstan à 7 h 16 GMT. Pour la première fois depuis 2006 la station n'est plus occupée que par 2 personnes : Jeffrey  Williams et Maxime Souraïev.
- 1er décembre : le joint tournant bêta du panneau solaire 2A se bloque. Il sera débloqué le 8 décembre. Le problème provenait d'un chauffage insuffisant d'un des composants.
- 2 décembre : deux débris de moins de 10 cm passent à faible distance de la station. Le risque étant faible aucune mesure particulière n'est prise.
- 8 décembre : la séparation du compartiment de service qui avait permis d'amener le module Poisk jusqu'à la station est déclenchée et le compartiment après avoir freiné avec ses fusées effectue une rentrée atmosphérique.
- 9 décembre : petite fuite jugée par la suite sans gravité détectée au niveau du Module d'accouplement pressurisé no 3
- 14 décembre : montée de version étalée sur 3 jours du système informatique de la station. La mise à niveau est pilotée depuis le centre de contrôle de Houston pratiquement sans intervention de l'équipage.
- 16 décembre : maintenance lourde sur le tapis roulant TVIS installé dans le module Zvezda
- 22 décembre : arrivée de Oleg Kotov, Timothy Creamer et Soichi Noguchi à bord de Soyouz TMA-17.
- 12 janvier : problèmes sur le système de retraitement des eaux usées américain dus à un excès de calcium
- 12 janvier : la Plateforme de stockage externe no 3 est déplacée à l'aide du bras Canadarm2 pour être installée sur une autre position de la poutre
- 14 janvier : sortie extravéhiculaire de Oleg Kotov et Maxime Souraiev d'une durée de 5 h 44 pour déplacer le dispositif d'amarrage (antennes) du port d'amarrage de Zvezda nadir (désormais occupé par Poisk) vers le port d'amarrage du module Poisk.
- 20 janvier : Maxime Souraïev déplace le vaisseau Soyouz TMA-16 du port d'amarrage arrière de Zvezda au port d'amarrage de Poisk au cours d'un vol de deux heures afin de laisser la place au prochain cargo Progress
- 22 janvier : l'équipage peut désormais communiquer en temps réel via internet grâce à un logiciel mis en place par TJ Creamer qui permet une connexion à distance sur un ordinateur au sol (l'accès était jusqu'à présent en différé pour ne pas risquer une attaque virale des logiciels de la station)
- 23 janvier : le Module d'accouplement pressurisé no 3 (PMA 3) est déplacé à l'aide du bras Canadarm2 du module Unity au module Harmony en prévision de l'installation du module Tranquility par l'équipage de la mission STS-130
- 22 et 24 janvier : rehaussement de l'altitude de la station à l'aide des moteurs du module  Zvezda : le gain d'altitude est de 5,10 km
- 26 janvier : problèmes prolongés sur le système de régénération de l'atmosphère russe Vozdukh
- 27 janvier : problème sur une valve non critique des réservoirs d'alimentation des moteurs du module Zvezda : celle-ci ne peut plus être refermée et ne pourra sans doute pas être  réparée.
- 28 janvier : rehaussement de l'altitude de la station à l'aide des moteurs du module Zvezda
- 5 février : le cargo de ravitaillement Progress M-04M s'amarre automatiquement à la station
- 6 février : les problèmes de bulles d'air qui affectent le système de retraitement des eaux usées américain continuent à occuper l'équipage.
- 10 février : la navette spatiale Endeavour de la mission STS-130 s'amarre à la station spatiale via le   module d'accouplement pressurisé no 2 (PMA 2) (module Harmony)
- du 12 février au 18 février : le module Tranquility et la coupole panoramique Cupola sont sortis de la soute de la navette à l'aide du bras Canadarm, et sont mis en place après  trois sorties extravéhiculaires réalisées par Nicholas Patrick et Robert Behnken. Le PMA 3 est déplacé à l'extrémité du module Tranquility.
- 19 février : la navette Endeavour quitte la station spatiale
- 21 février : le cargo Progress M-04M rehausse l'orbite de la station de 6,2 km (altitude cible 349 km) en faisant fonctionner ses 6 moteurs durant 1557 secondes.
- 21 février : à la suite de l'envoi de données mal formatées par un logiciel système du module européen Colombus, les trois ordinateurs qui pilotent le fonctionnement de la station (C&C MDM computer) ont été successivement arrêtés automatiquement par leur dispositif de sécurité. Les communications avec le sol ont été temporairement interrompues. La situation est revenue entièrement à la normale le lendemain. Des investigations sont en cours pour éviter que le problème ne se reproduise.

## Galerie

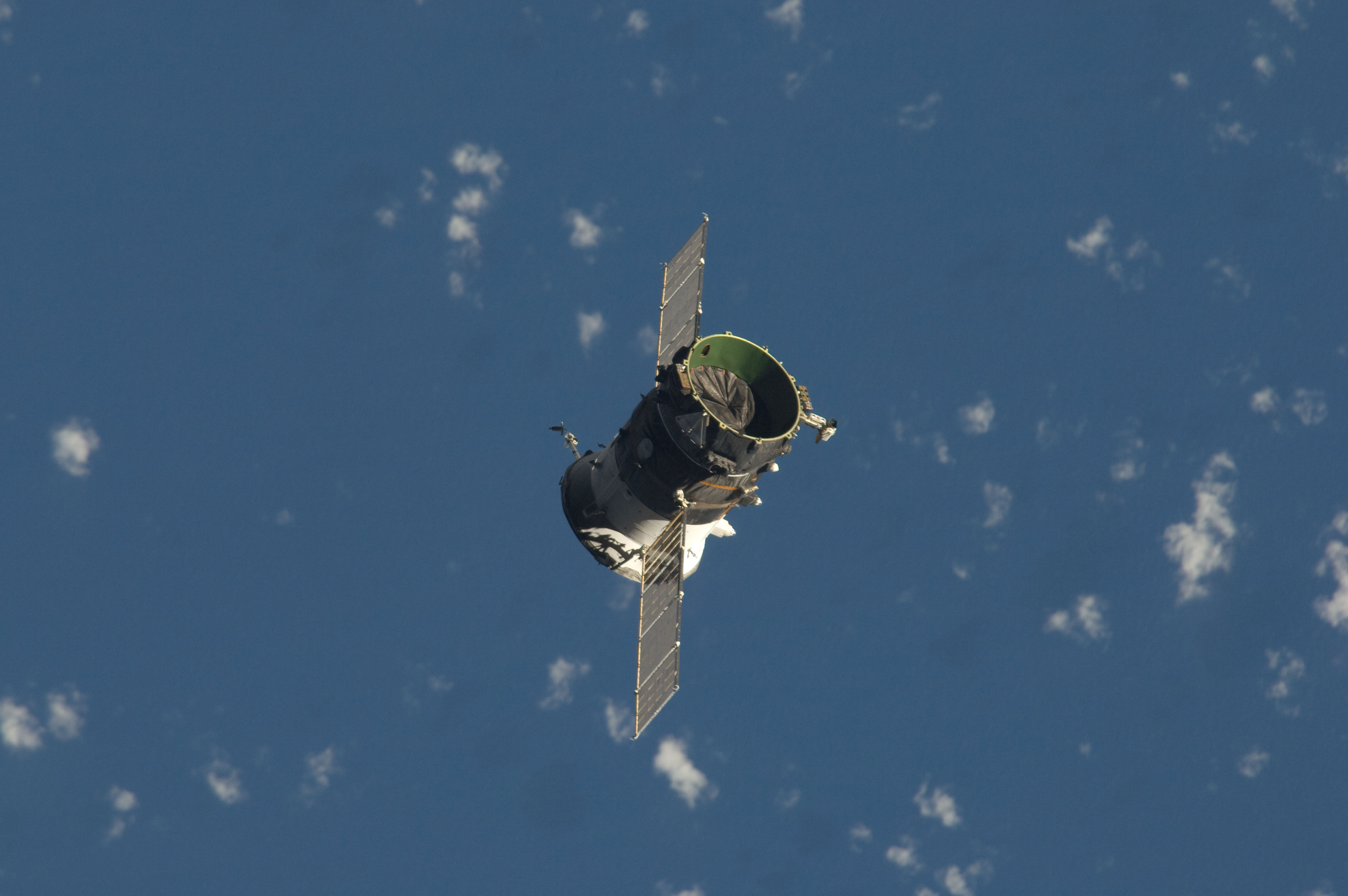
Séparation du module de service qui a propulsé Poisk jusqu'à la station (7 décembre)
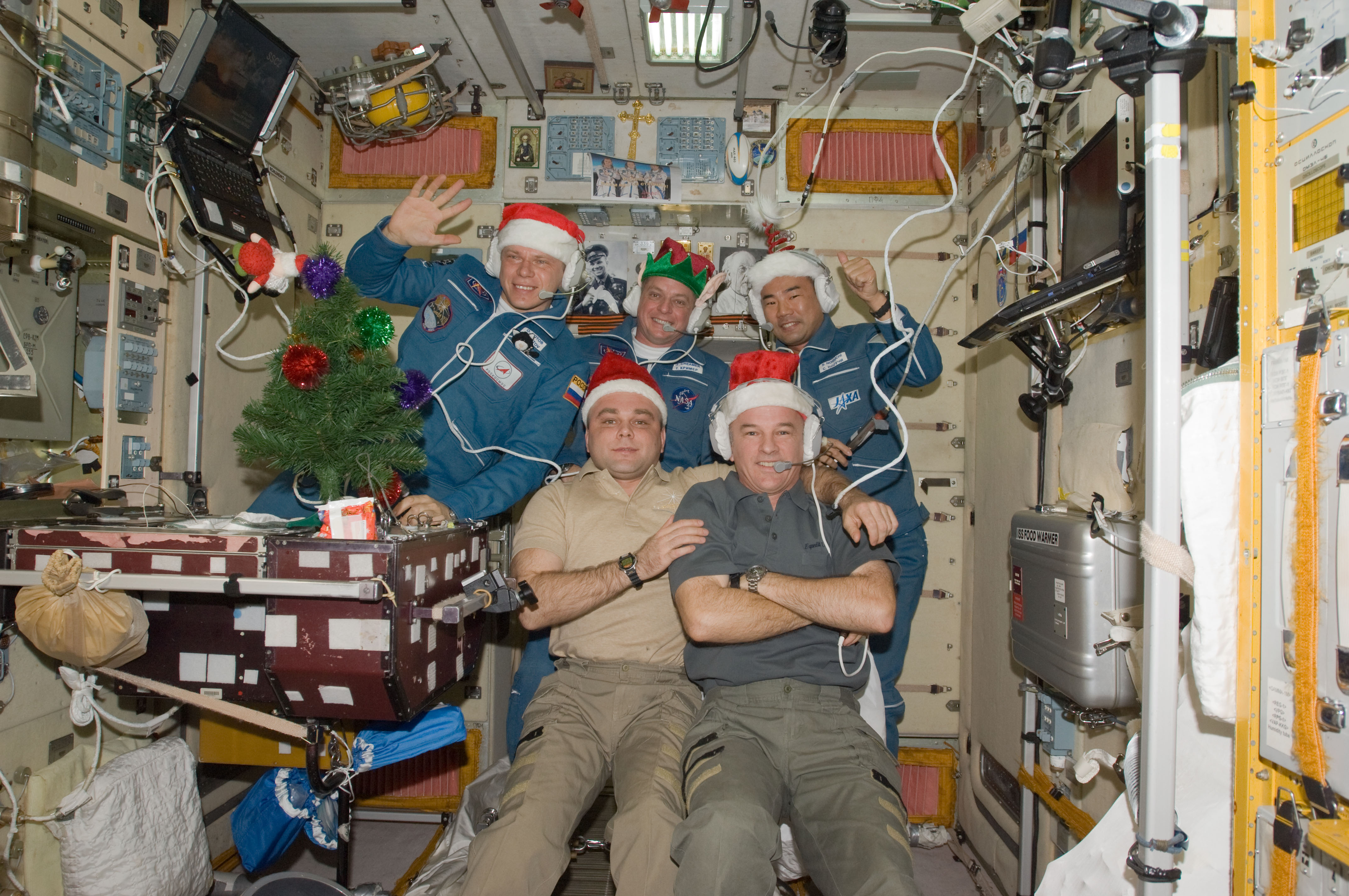
Noël 2009 à bord de la station
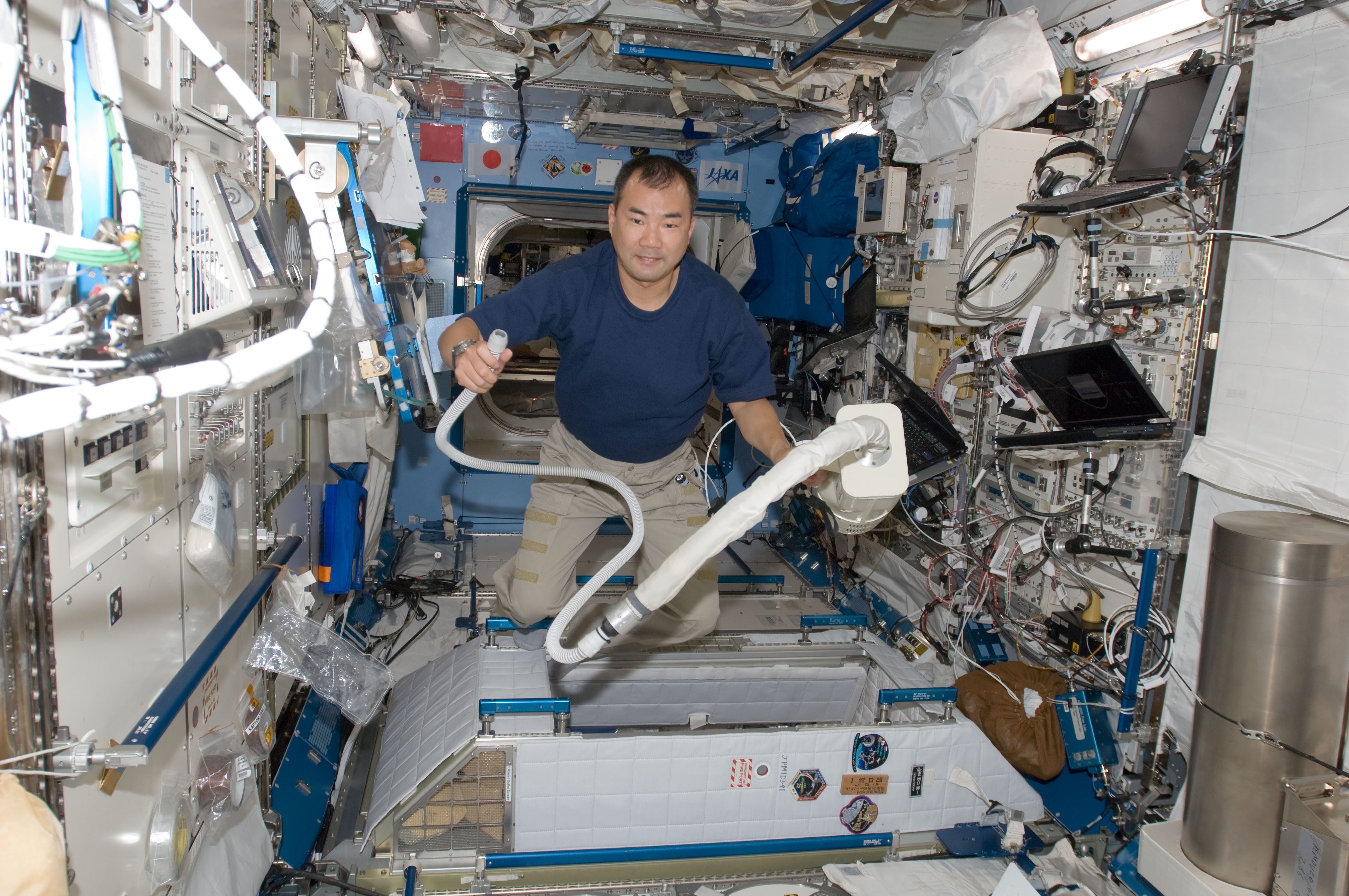
Ménage dans le module Kibo (26 décembre)
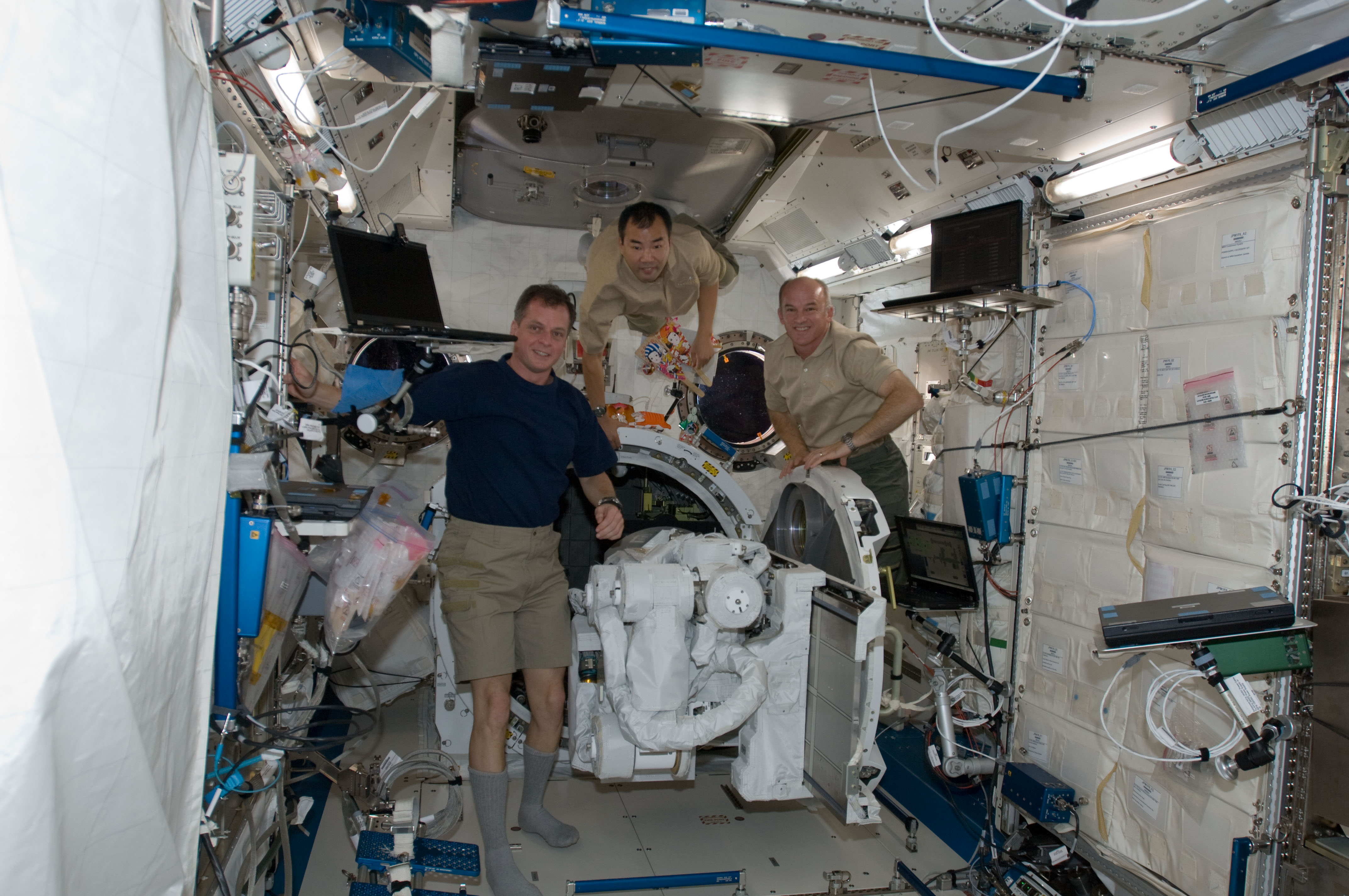
L'extrémité du bras du module Kibo est introduit dans le sas pour être mis en place (6 janvier 2010)
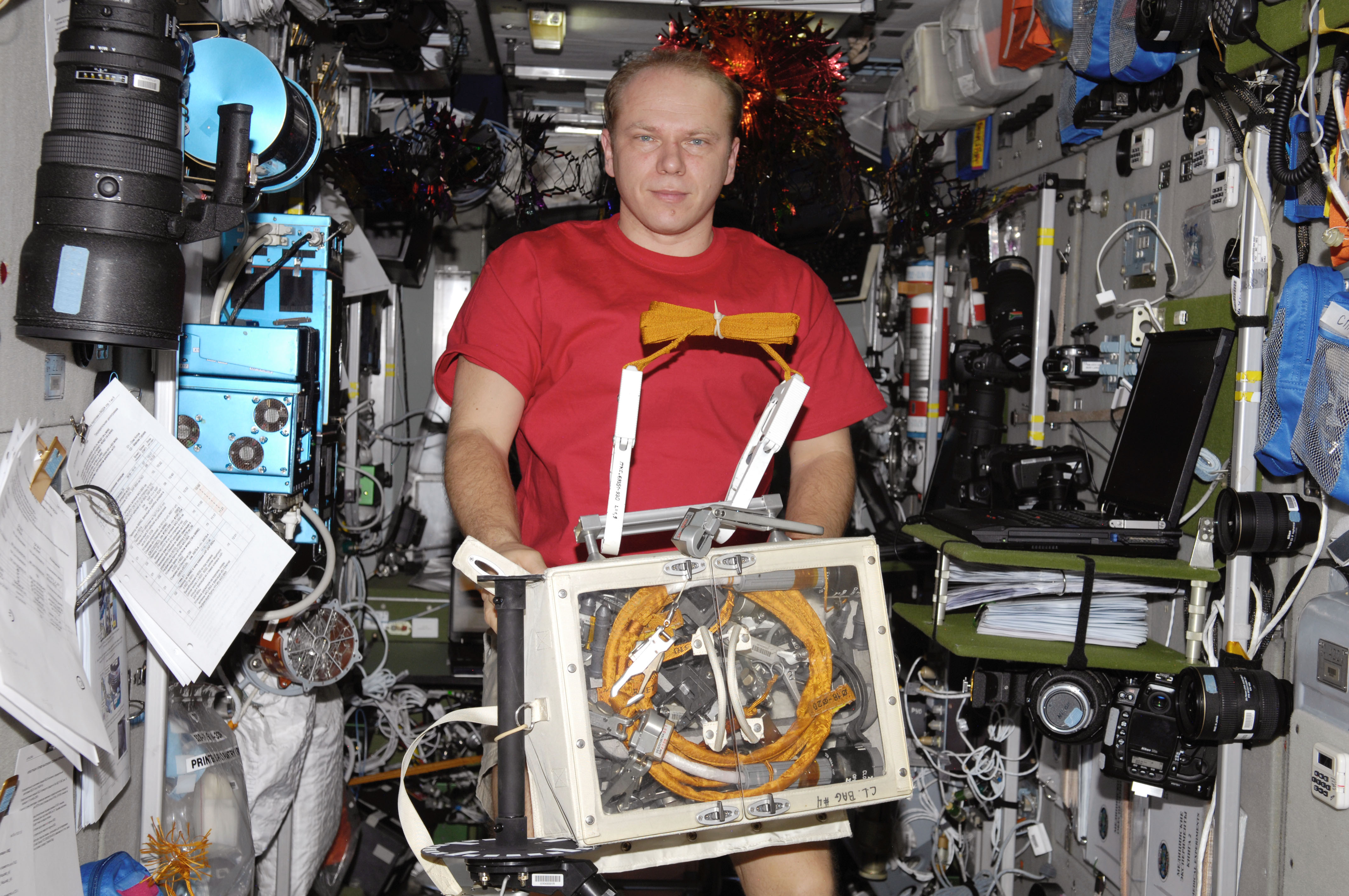
Oleg Kotov transporte du matériel pour la prochaine sortie extra-véhiculaire (7 janvier)
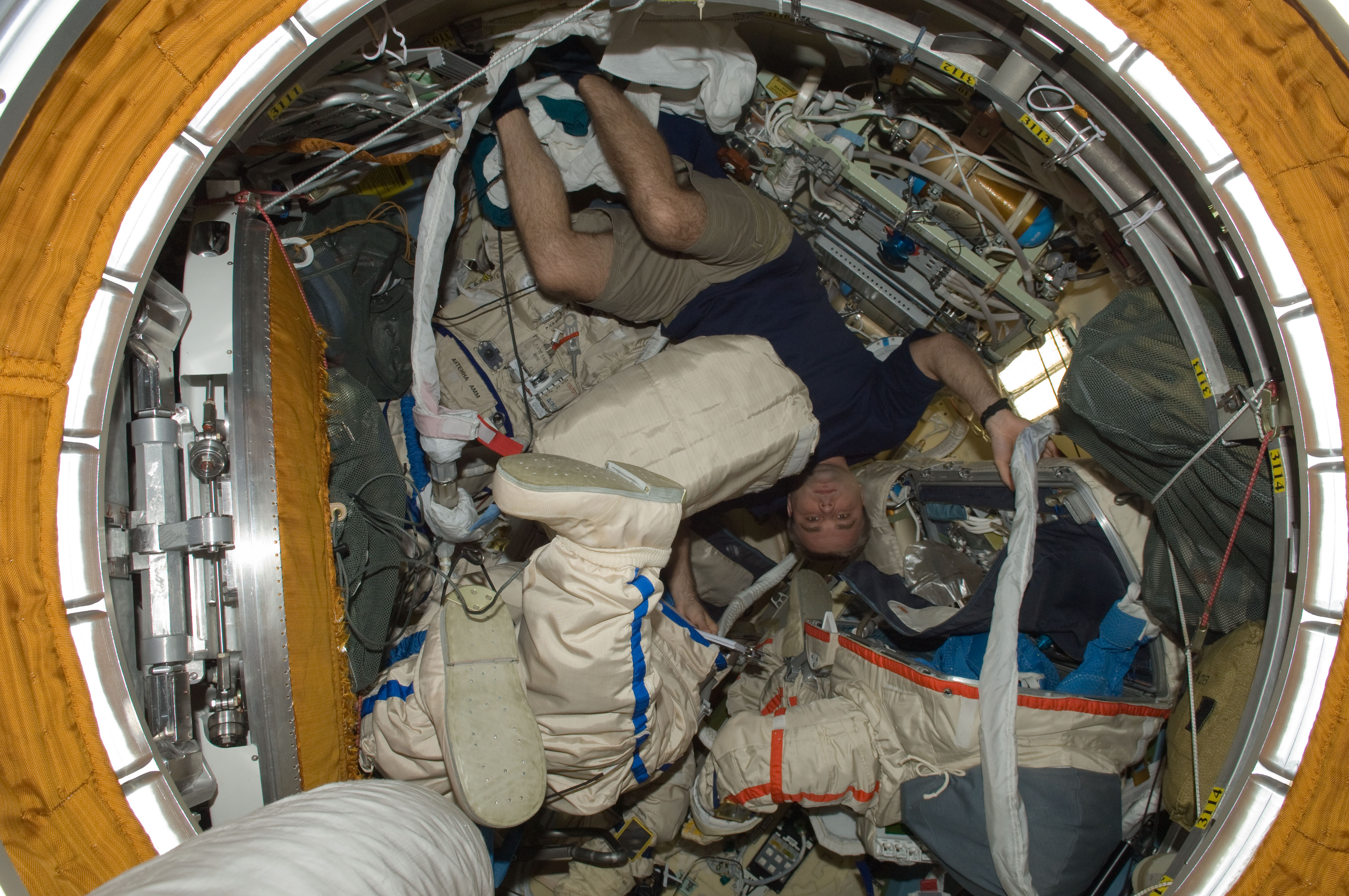
Maxime Souraiev travaille sur une combinaison spatiale Orlan dans le module Pirs (7 janvier)
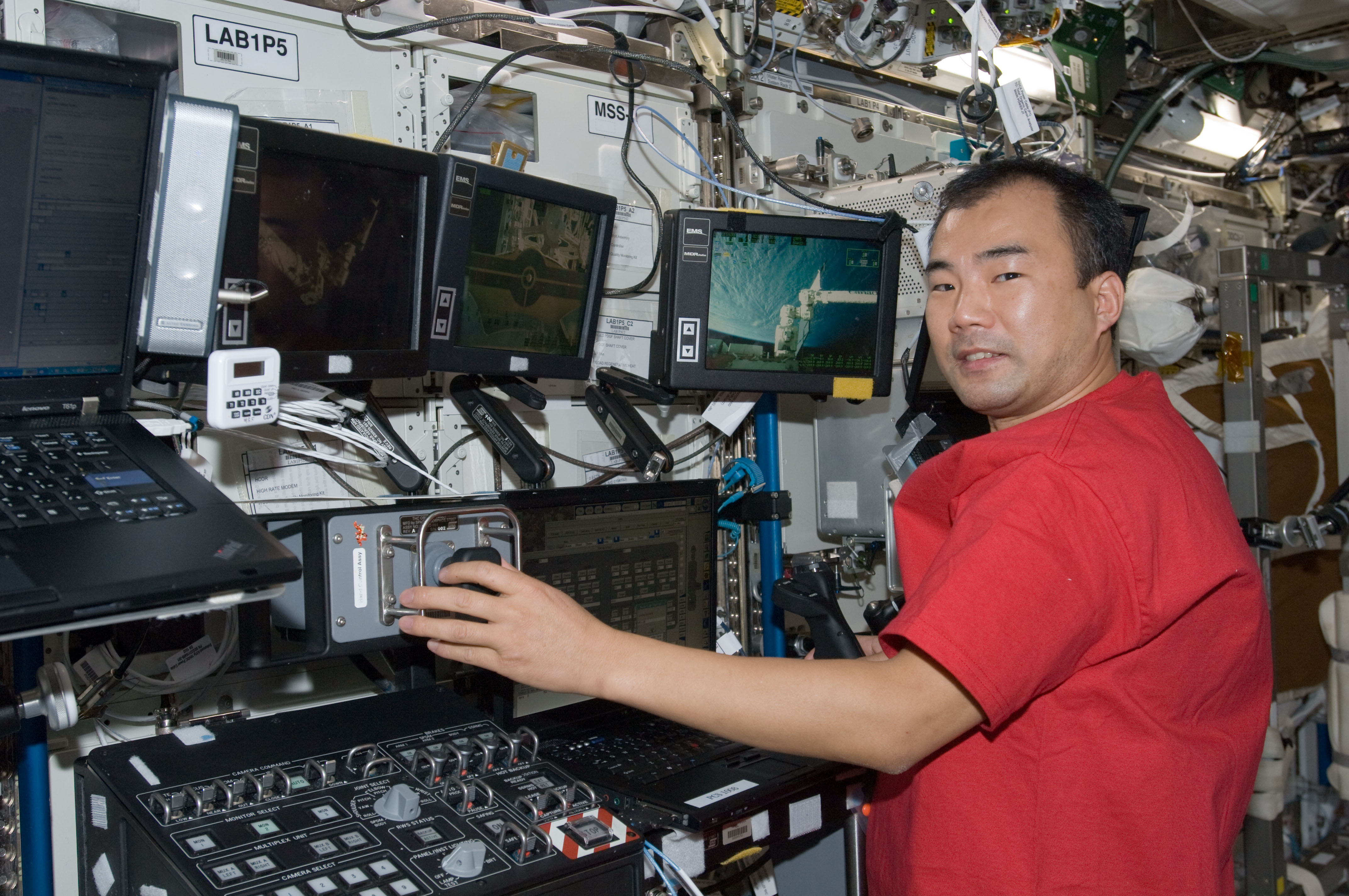
Soichi Noguch aux manettes de commande du bras Canadarm2 pour le déplacement de la plateforme de stockage externe no 3 (12 janvier)
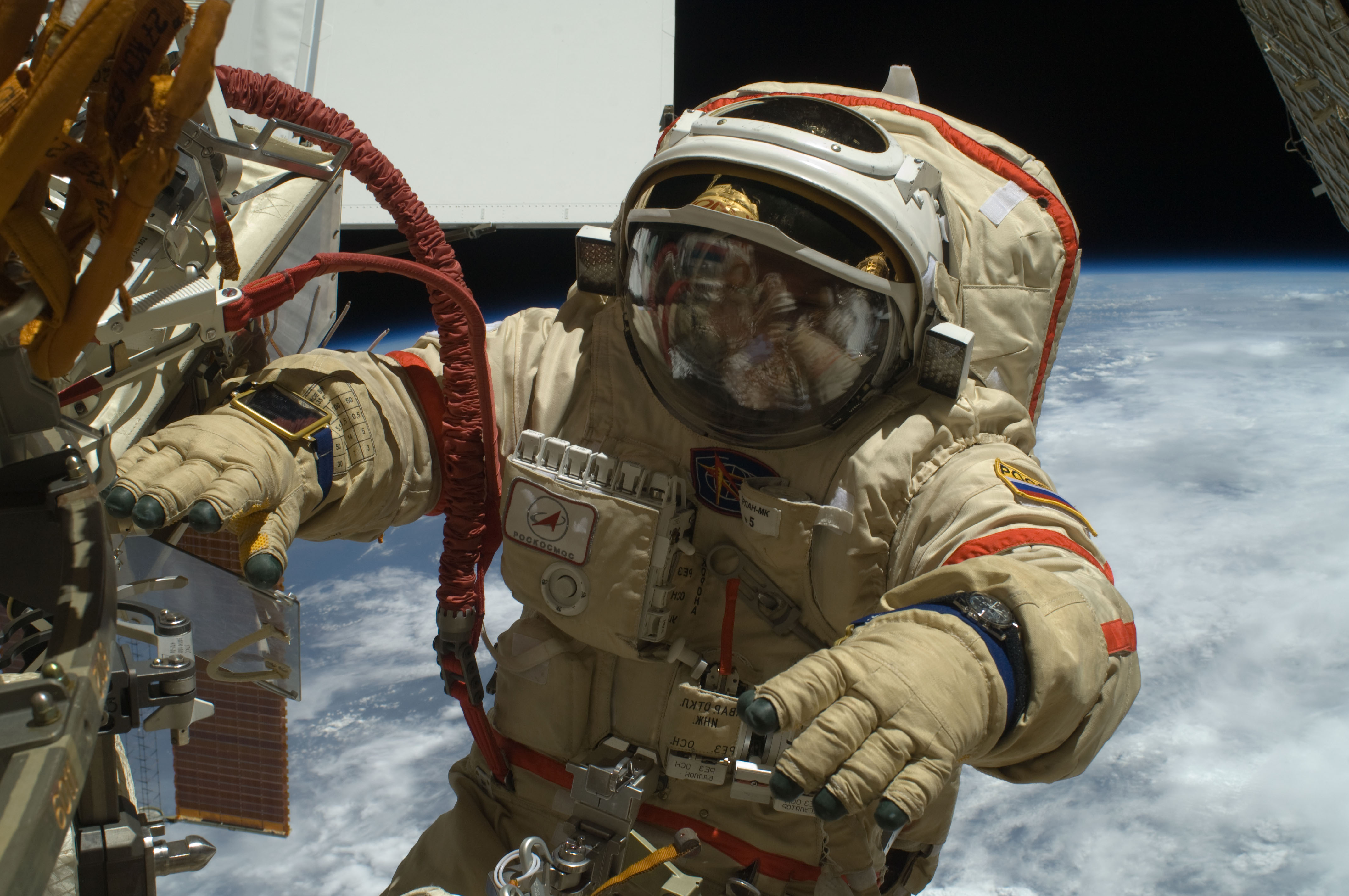
Oleg Kotov au cours de la sortie extravéhiculaire du 14 janvier
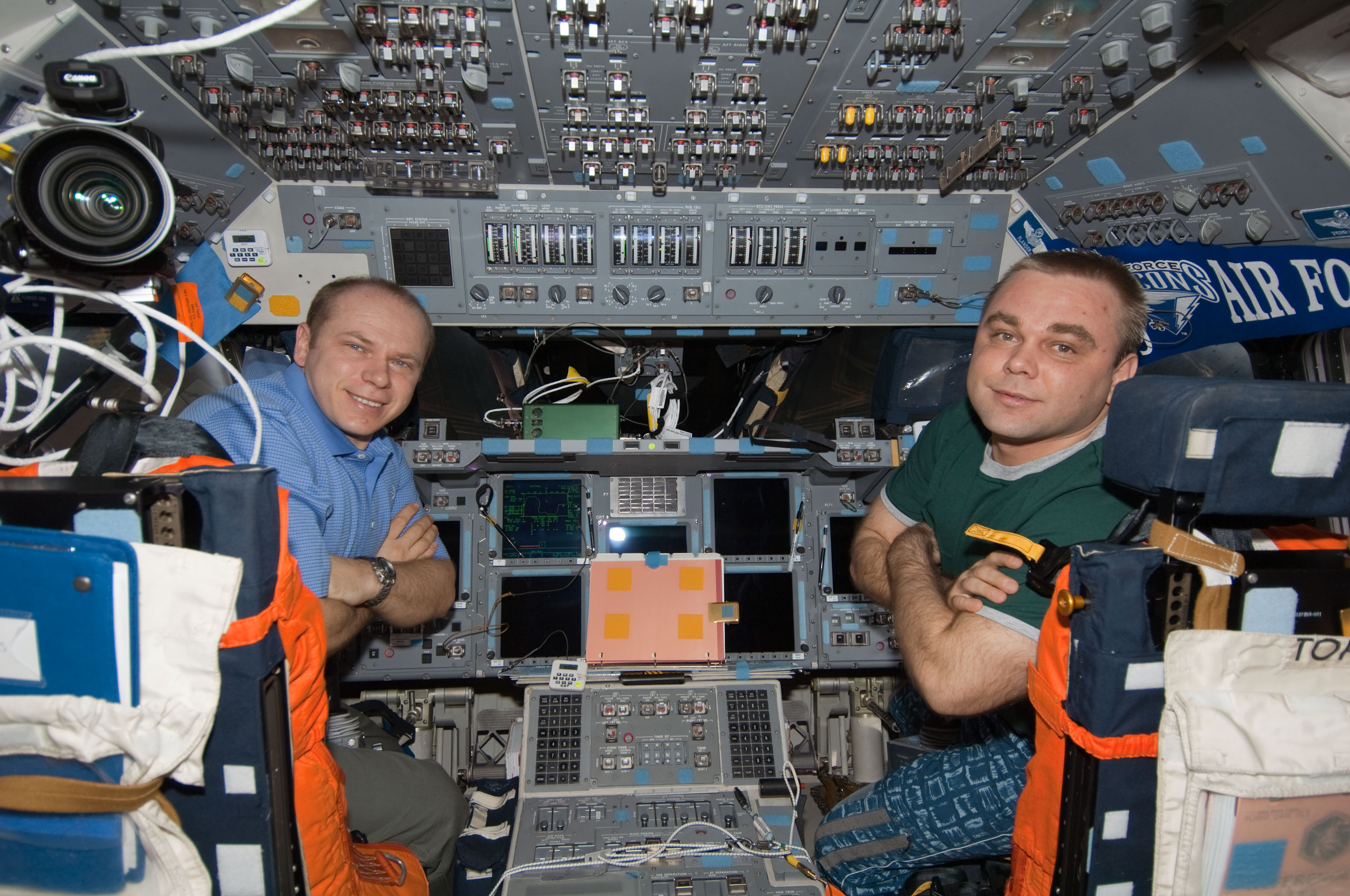
Oleg Kotov et Maxime Souraïev dans le cockpit de la navette spatiale (19 février)